# Bouza
Bouza là một thị trấn ở vùng Tahoua, Niger.

## Địa lý
Thị trấn này cách thủ đô Niamey khoảng 440 km về phía đông bắc.

## Nhân khẩu
Dưới đây là dân số Bouza qua các năm:
| 1977  | 1988  | 2001  | 2012    |
| ----- | ----- | ----- | ------- |
| 5.290 | 5.496 | 6.825 | 101.445 |

## Giao thông
Tuyến quốc lộ số 16 của Niger đi qua Bouza trước khi đến thành phố Tahoua.